# Ratanak International
 (avril 2021).
Ratanak International (anciennement The Ratanak Foundation) est une organisation caritative chrétienne fondée par Brian McConaghy en 1989, qui travaille exclusivement au Cambodge, pour aider le pays à se reconstruire après des décennies de révolution, de guerre civile et de génocide.

## Historique
Ratanak, qui signifie bijou précieux en khmer, était le nom d'un bébé cambodgien de 11 mois que Brian McConaghy a vu mourir en raison d'un manque fondamental de médicaments dans un documentaire qui lui a été montré en 1989. Depuis 1990, l'association Ratanak travaille au Cambodge pour aider à prévenir ces décès. Pour aider à reconstruire la société cambodgienne, l'organisation Ratanak s'est associée à des projets de constructions d'écoles, de cliniques et d'hôpitaux, a ouvert des orphelinats, fourni des abris pour les personnes âgées et aidé les victimes du sida, a lancé des programmes d'urgence en réponse aux désastres causés par l'homme. En 2004, ces projets et bien d'autres se sont poursuivis, mais le travail de Ratanak a également pris une toute nouvelle dimension en commençant à s'associer à des projets qui sauvent, réhabilitent et réintègrent les enfants vendus dans l'esclavage sexuel,.
Sur la base de l'expérience médico-légale et d'enquêtes de son fondateur, Brian McConaghy, Ratanak s'est engagé à aider les forces de l'ordre canadiennes à enquêter sur les pédophiles canadiens sévissant au Cambodge et à fournir des services de réadaptation à leurs victimes. McConaghy est un scientifique légiste qui a quitté la Gendarmerie royale du Canada pour lutter contre la traite des personnes.
Ratanak International collabore avec d'autres ONG sur un grand nombre de projets de développement au Cambodge, y compris une variété de programmes associés à la prévention de la traite des êtres humains et au rétablissement des enfants / femmes ayant subi des actes de maltraitance. Au cœur du travail au Cambodge se trouve un programme par lequel les victimes d'abus sexuels et de traite des êtres humains sont préparées (sur les plans social, éducatif et émotionnel) à réintégrer la société en tant qu'adultes en bonne santé.

## Reconnaissance et récompenses
Pour son travail dans ce domaine, Ratanak International a reçu le prix du RL Petersen Award for Non-Profit Innovation en 2008.
Le service de police de Vancouver et la Gendarmerie royale du Canada ont reconnu Ratanak International pour son aide aux enquêtes internationales sur les pédophiles.
Ratanak International est une organisation chrétienne qui est basée à Vancouver, en Colombie-Britannique, au Canada, et a des organisations sœurs au Royaume-Uni et en Australie ainsi qu'un bureau des opérations au Cambodge.
Le prix Wilberforce, du nom de William Wilberforce, est décerné par Ratanak International aux personnes qui luttent contre la traite des êtres humains. Joy Smith, une députée conservatrice du Manitoba, a reçu le prix en 2010 pour avoir fait de sa priorité, en tant que députée, d'exposer le problème de la traite des personnes. Ride for Refuge a soutenu Ratanak International.